# Kommissionelle Prüfung
Eine kommissionelle Prüfung wird nicht von einem Einzelprüfer, sondern von einer Kommission aus zumindest zwei Personen abgenommen. Beispielsweise werden Bachelor-, Diplom- und Doktoratsprüfungen stets kommissionell durchgeführt, auch der mündliche Teil der Matura findet vor Kommission statt.

## Österreich
In Österreich ist eine kommissionelle Prüfung auch je nach Universität und Studienrichtung für die dritte oder vierte Wiederholung einer Prüfung von nicht prüfungsimmanenten Lehrveranstaltungen vorgesehen, auf Antrag des Studierenden oftmals auch die zweite. Die kommissionelle Prüfung schützt den Studierenden zumindest theoretisch vor der Willkür von Prüfern und damit vor der drohenden Exmatrikulation.

### Berufungsverfahren
Auch infolge eines Berufungsverfahrens gegen das „Nichtbestehen einer Klasse“ kann es zu einer oder mehreren kommissionellen Prüfungen kommen, über welche der Schüler beim positiven Abschneiden im Nachhinein noch aufsteigen kann. Diese Prüfungen finden ausschließlich dann statt, wenn die Unterlagen, die zur Überprüfung der Note herangezogen werden, für eine Entscheidung als unzureichend erscheinen.

#### Aufbau
Wird gegen eine Beurteilung eines sogenannten Schularbeitenfaches berufen, so besteht die eventuelle Prüfung aus einem mündlichen Teil sowie aus einem schriftlichen. Letzteres ist mit einer regulären Schularbeit vergleichbar und kann sich je nach Schulstufe auch über zwei Stunden erstrecken. Der mündliche Abschnitt findet nach Absolvieren des schriftlichen statt und ähnelt in seinem Aufbau einer mündlichen Prüfung während des Schuljahres nach § 5 Leistungsbeurteilungsverordnung (LBV). Sie setzen sich aus wenigstens zwei Fragen oder Aufgaben zusammen, die nach Möglichkeit keine thematische Verbindung zueinander aufweisen. In kommissionellen Prüfungen, die Nebengegenstände betreffen, entfällt der schriftliche Teil.

#### Beurteilung
Zur Beurteilung dürfen ausschließlich die Ergebnisse der Prüfung(en) herangezogen werden; Leistungen aus dem Unterrichtsjahr werden nicht berücksichtigt. Der Notenschlüssel gleicht dem regulären Schema; so ist es allgemeine Praxis, dass für Sprachen 60 % der maximalen Punkteanzahl erforderlich sind, in den übrigen Gegenständen sind 48 bzw. 50 % nötig, um positiv abschließen zu können. Im Gegensatz zu Wiederholungsprüfungen ist jene Note die Endbeurteilung des Gegenstandes, mit der auch die Examen abgeschlossen werden.